# 이숭환
이숭환은 대한민국 영화감독이다.

## 작품

### 영화
- 2014년 《두 아내》
- 2014년 《환상》
- 2014년 《애인》
- 2014년 《배꼽과 무릎사이》
- 2014년 《열애》
- 2014년 《거짓말 2014》

### 드라마
- 2007년 OCN 《그녀들의 특별한 사랑 愛》